# Acacia uncifera
Acacia uncifera là một loài thực vật có hoa trong họ Đậu. Loài này được Benth. miêu tả khoa học đầu tiên.

## Phân bố
Đây là loài đặc hữu chỉ ở một khu vực nhỏ ở Queensland từ các núi White đến rạch Torrens và các đầu nguồn của sông Nogoa, nơi chúng được tìm thấy trên các đồng bằng và đồi nơi nó mọc trên đất cát trên và xung quanh sa thạch như một phần của rừng mở hoặc rừng cây các cộng đồng gồm các loài Angophora và Eucalyptus. 